# Liste der Zuflüsse der Ruwer
Liste der Zuflüsse der Ruwer
Die Ruwer ist ein rechter Nebenfluss der Mosel in Rheinland-Pfalz.
Ihre Zuflüsse sind:
| GKZ       | Name                               | Länge (km) | EZG (km²) | Vorfluter                | Mündungsort              |
| --------- | ---------------------------------- | ---------- | --------- | ------------------------ | ------------------------ |
| 265612000 | Gimpelswiesenbach                  | 1,87       | 2,476     | Ruwer                    | Kell am See              |
| 265613200 | Weidenfloß                         | 0,66       | 0,411     | Ruwer                    | Kell am See              |
| 265614000 | Kahlbach (oder Mühlscheider Bach)  | 2,09       | 7,997     | Ruwer                    | Kell am See              |
| 265614200 | Rothbach                           | 2,73       | 3,923     | Kahlbach                 | Kell am See              |
| 265620000 | Lehbach (oder Frohnbach/Spalbach)  | 6,60       | 12,733    | Ruwer                    | Niederkell               |
| 265622000 | Ellersbach (oder Kreidbach)        | 3,21       | 2,374     | Lehbach                  | Keller Stausee           |
| 265624000 | Marscheiderbach (oder Gondersbach) | 2,57       | 4,175     | Lehbach                  | Schillingen              |
| 265624200 | Bach vom Lindenhof                 | 0,86       | 0,808     | Marscheiderbach          | Schillingen              |
| 265624220 | Bach vom Kellergebrüche            | 0,66       | 0,389     | Marscheiderbach          | Schillingen              |
| 265632000 | Flonterbach                        | 2,67       | 3,171     | Ruwer                    | Mandern                  |
| 265634000 | Burkelsbach                        | 5,28       | 18,877    | Ruwer                    | Mandern                  |
| 265634200 | Aalbach                            | 1,44       | 3,285     | Burkelsbach              | Waldweiler               |
| 265634400 | Winkelbach (oder Pehlbach)         | 1,59       | 8,893     | Burkelsbach              | Mandern                  |
| 265634420 | Siebenborn                         | 2,43       | 3,801     | Winkelbach               | Mandern                  |
| 265634422 | Sternhausbach                      | 1,22       | 1,434     | Siebenborn               | Mandern                  |
| 265634440 | Hinzerter Bach                     | 2,21       | 3,771     | Winkelbach               | Mandern                  |
| 265636000 | Waldbach (oder Weiherbach)         | 4,22       | 5,511     | Ruwer                    | Frommersbach             |
| 265636200 | Bach am Willemskopf                | 0,96       | 1,214     | Waldbach                 | Zerf                     |
| 265640000 | Großbach                           | 7,67       | 27,778    | Ruwer                    | Niederzerf               |
| 265642000 | Eselsbach                          | 6,69       | 8,628     | Großbach                 | Greimerath               |
| 265644000 | Ellerborn                          | 1,54       | 1,533     | Großbach                 | Oberzerf                 |
| 265653200 | Rimperterbach                      | 1,65       | 1,475     | Ruwer                    | Hentern                  |
| 265654000 | Klinkbach                          | 5,37       | 10,627    | Ruwer                    | Lampaden                 |
| 265654200 | Ronnerwiesbach                     | 1,35       | 1,697     | Klinkbach                | Paschel                  |
| 265654400 | Reiperterbach                      | 2,15       | 1,708     | Klinkbach                | Lampaden                 |
| 265656000 | Burg Heid-Bach                     | 2,07       | 2,938     | Ruwer                    | Schillingen              |
| 265656200 | Bach am Heidkopf                   | 0,97       | 1,041     | Burg Heid-Bach           | Schillingen              |
| 265659120 | Apfelbach                          | 0,73       | 0,847     | Ruwer                    | Lampaden-Geisemerich     |
| 265659200 | Alkenbach                          | 1,03       | 0,889     | Ruwer                    | Ollmuth/Lampaden         |
| 265660000 | Rauruwer                           | 6,13       | 10,042    | Ruwer                    | Hinzenburg               |
| 265662000 | Neukreutzbach                      | 2,85       | 2,365     | Rauruwer                 | Heddert                  |
| 265671200 | Geizenburger Waschbach             | 1,51       | 1,810     | Ruwer                    | Geizenburg               |
| 265672000 | Entergraben mit Grindelbach        | 6,52       | 10,043    | Ruwer                    | Schöndorf                |
| 265672200 | Kieweringsbach                     | 1,14       | 1,005     | Grindelbach              | Holzerath                |
| 265673200 | Rotegraben                         | 2,71       | 3,987     | Ruwer                    | Schöndorf                |
| 265673920 | Wilzenburger Waschbach             | 0,92       | 1,045     | Ruwer                    | Pluwig                   |
| 265674000 | Starkelsgraben                     | 1,92       | 1,620     | Ruwer                    | Schöndorf                |
| 265674200 | Scheisingsgraben                   | 1,02       | 0,824     | Starkelsgraben           | Schöndorf                |
| 265675200 | Gusterather Waschbach              | 2,21       | 3,378     | Ruwer                    | Gusterath                |
| 265675400 | Borgraben                          | 0,63       | 0,650     | Ruwer                    | Lonzenburg               |
| 265676000 | Waldbach                           | 2,41       | 2,563     | Ruwer                    | Gusterath-Tal            |
| 265677820 | Labach                             | 1,40       | 1,576     | Mühlengraben neben Ruwer | Gutweiler-Korlingermühle |
| 265678000 | Korlingerbach                      | 0,84       | 0,711     | Ruwer                    | Korlingen                |
| 265680000 | Riveris mit Eschbach               | 13,28      | 28,866    | Ruwer                    | Waldrach                 |
| 265691200 | Mörtschelbach                      | 1,84       | 2,002     | Ruwer                    | Waldrach                 |
| 265692000 | Benninger Bach                     | 2,65       | 1,931     | Ruwer                    | Kasel                    |
| 265693112 | Kundelbach                         | 1,43       | 2,261     | Ruwer                    | Kasel                    |
| 265694000 | Parkbach (oder Avel)               | 2,40       | 3,593     | Ruwer                    | Mertesdorf               |
| 265699400 | Wenigbach                          | 0,99       | 1,268     | Ruwer                    | Trier-Eitelsbach         |
| 265699600 | Eitelsbach                         | 2,17       | 2,064     | Ruwer                    | Trier-Eitelsbach         |
| 265699800 | Wenzelbach                         | 2,19       | 1,313     | Ruwer                    | Trier-Ruwer              |
| 265600000 | Ruwer                              | 48,72      | 237,300   | Mosel                    | Trier                    |

Weitere Zuflüsse der Ruwer sind
Lauschterbach (Hentern),
Mertesbach (Hentern),
Tiefwiesgraben (Gutweiler),
Dellenbach (Sommerau/Gutweiler),
Sommeraubach (Sommerau),
Waldmannsbach (Morscheid),
Meschgraben (Morscheid),
Fuchsbach (Waldrach/Trier),
Wolfsbach (Waldrach),
Latschbach (Waldrach) und
Kehrnagelbach (Waldrach/Kasel).